# اکهارد کراتزون
اکهارد کراتزون (انگلیسی: Eckhard Krautzun؛ زادهٔ ۱۳ ژانویهٔ ۱۹۴۱) بازیکن فوتبال اهل آلمان است.
از باشگاه‌هایی که در آن بازی کرده‌است می‌توان به باشگاه فوتبال کایزرسلاوترن اشاره کرد.